# Clásica de San Sebastián 2021
Clásica de San Sebastián 2021 (officielt Donostia San Sebastian Klasikoa) var den 40. udgave af den spanske klassiker Clásica de San Sebastián. Det 222 km lange linjeløb blev kørt den 31. juli 2021 med start og mål i San Sebastián i regionen Baskerlandet i den nordlige del af Spanien. Løbet var 22. arrangement på UCI World Tour 2021. Den oprindelige 40. udgave blev i 2020 aflyst på grund af coronaviruspandemien.

## Resultat
| \| Samlede stilling \| Samlede stilling \| Samlede stilling \| Samlede stilling \| Samlede stilling \| \| Rytter \| Rytter \| Hold \| Tid \| \| \| ---------------- \| -------------------- \| ---------------------------------- \| ---------------- \| ---------------- \| \| 1. \| Neilson Powless \| EF Education-Nippo \| 5t 34' 31" \| \| \| 2. \| Matej Mohorič \| Bahrain Victorious \| + 0" \| \| \| 3. \| Mikkel Honoré \| Deceuninck-Quick Step \| + 0" \| \| \| 4. \| Lorenzo Rota \| Intermarché-Wanty-Gobert Matériaux \| + 30" \| \| \| 5. \| Alessandro Covi \| UAE Team Emirates \| + 1' 04" \| \| \| 6. \| Julian Alaphilippe \| Deceuninck-Quick Step \| + 1' 04" \| \| \| 7. \| Odd Christian Eiking \| Intermarché-Wanty-Gobert Matériaux \| + 1' 04" \| \| \| 8. \| Jonas Vingegaard \| Jumbo-Visma \| + 1' 04" \| \| \| 9. \| Gianni Moscon \| Ineos Grenadiers \| + 1' 04" \| \| \| 10. \| Bauke Mollema \| Trek-Segafredo \| + 1' 04" \| \| \| 11. \| Gonzalo Serrano \| Movistar Team \| + 1' 04" \| \| \| 12. \| Maxim Van Gils \| Lotto-Soudal \| + 1' 04" \| \| \| 13. \| Mark Padun \| Bahrain Victorious \| + 1' 04" \| \| \| 14. \| Giulio Ciccone \| Trek-Segafredo \| + 1' 04" \| \| \| 15. \| Simon Carr \| EF Education-Nippo \| + 1' 08" \| \| \| 16. \| Egan Bernal \| Ineos Grenadiers \| + 1' 09" \| \| \| 17. \| Diego Ulissi \| UAE Team Emirates \| + 1' 36" \| \| \| 18. \| Juan Ayuso \| UAE Team Emirates \| + 1' 36" \| \| \| 19. \| Ruben Guerreiro \| EF Education-Nippo \| + 1' 36" \| \| \| 20. \| Gorka Izagirre \| Astana-Premier Tech \| + 1' 36" \| \| |                      |                                    |            |
| |                      |                                    |            |
| Kilde: ProCyclingStats |                      |                                    |            |
| Samlede stilling |                      |                                    |            |
| Rytter | Rytter               | Hold                               | Tid        |
| 1. | Neilson Powless      | EF Education-Nippo                 | 5t 34' 31" |
| 2. | Matej Mohorič        | Bahrain Victorious                 | + 0"       |
| 3. | Mikkel Honoré        | Deceuninck-Quick Step              | + 0"       |
| 4. | Lorenzo Rota         | Intermarché-Wanty-Gobert Matériaux | + 30"      |
| 5. | Alessandro Covi      | UAE Team Emirates                  | + 1' 04"   |
| 6. | Julian Alaphilippe   | Deceuninck-Quick Step              | + 1' 04"   |
| 7. | Odd Christian Eiking | Intermarché-Wanty-Gobert Matériaux | + 1' 04"   |
| 8. | Jonas Vingegaard     | Jumbo-Visma                        | + 1' 04"   |
| 9. | Gianni Moscon        | Ineos Grenadiers                   | + 1' 04"   |
| 10. | Bauke Mollema        | Trek-Segafredo                     | + 1' 04"   |
| 11. | Gonzalo Serrano      | Movistar Team                      | + 1' 04"   |
| 12. | Maxim Van Gils       | Lotto-Soudal                       | + 1' 04"   |
| 13. | Mark Padun           | Bahrain Victorious                 | + 1' 04"   |
| 14. | Giulio Ciccone       | Trek-Segafredo                     | + 1' 04"   |
| 15. | Simon Carr           | EF Education-Nippo                 | + 1' 08"   |
| 16. | Egan Bernal          | Ineos Grenadiers                   | + 1' 09"   |
| 17. | Diego Ulissi         | UAE Team Emirates                  | + 1' 36"   |
| 18. | Juan Ayuso           | UAE Team Emirates                  | + 1' 36"   |
| 19. | Ruben Guerreiro      | EF Education-Nippo                 | + 1' 36"   |
| 20. | Gorka Izagirre       | Astana-Premier Tech                | + 1' 36"   |

## Hold og ryttere
| UCI WorldTeams (19)- AG2R Citroën Team - Astana-Premier Tech - Bahrain Victorious - Bora-Hansgrohe - Cofidis - Deceuninck-Quick Step - EF Education-Nippo - Groupama-FDJ - Ineos Grenadiers - Intermarché-Wanty-Gobert Matériaux - Israel Start-Up Nation - Jumbo-Visma - Lotto Soudal - Movistar Team - Team BikeExchange - Team DSM - Qhubeka NextHash - Trek-Segafredo - UAE Team Emirates UCI ProTeams (7)- Alpecin-Fenix - Arkéa-Samsic - TotalEnergies - Euskaltel-Euskadi - Caja Rural-Seguros RGA - Equipo Kern Pharma - Burgos-BH |
| |

### Danske ryttere
| Danske ryttere på startlisten |                       |                       |           |
| Rygnummer                     | Rytter                | Hold                  | Placering |
| 5                             | Mikkel Frølich Honoré | Deceuninck-Quick Step | 3         |
| 43                            | Alexander Kamp        | Trek-Segafredo        | DNF       |
| 137                           | Emil Vinjebo          | Team Qhubeka Assos    | 69        |
| 157                           | Jonas Vingegaard      | Team Jumbo-Visma      | 8         |

* DNF = gennemførte ikke

### Startliste
| Deceuninck-Quick Step DQT | Deceuninck-Quick Step DQT           | Deceuninck-Quick Step DQT |
| ------------------------- | ----------------------------------- | ------------------------- |
| Nr.                       | Rytter                              | Placering                 |
| 1                         | Julian Alaphilippe (FRA) (landevej) | 6.                        |
| 2                         | Mattia Cattaneo (ITA)               | DNF                       |
| 3                         | Josef Černý (CZE)                   | DNF                       |
| 4                         | Dries Devenyns (BEL)                | 33.                       |
| 5                         | Mikkel Honoré (DEN)                 | 3.                        |
| 6                         | James Knox (GBR)                    | 30.                       |
| 7                         | Zdeněk Štybar (CZE)                 | DNF                       |

| AG2R Citroën Team ACT | AG2R Citroën Team ACT   | AG2R Citroën Team ACT |
| --------------------- | ----------------------- | --------------------- |
| Nr.                   | Rytter                  | Placering             |
| 11                    | François Bidard (FRA)   | DNF                   |
| 12                    | Geoffrey Bouchard (FRA) | 28.                   |
| 13                    | Lilian Calmejane (FRA)  | DNF                   |
| 14                    | Mikaël Cherel (FRA)     | DNF                   |
| 15                    | Jaakko Hänninen (FIN)   | 49.                   |
| 16                    | Damien Touzé (FRA)      | DNF                   |
| 17                    | Larry Warbasse (USA)    | 60.                   |

| UAE Team Emirates UAD | UAE Team Emirates UAD       | UAE Team Emirates UAD |
| --------------------- | --------------------------- | --------------------- |
| Nr.                   | Rytter                      | Placering             |
| 21                    | Juan Ayuso (ESP)            | 18.                   |
| 22                    | Valerio Conti (ITA)         | DNF                   |
| 23                    | Alessandro Covi (ITA)       | 5.                    |
| 24                    | David de la Cruz (ESP)      | 51.                   |
| 25                    | Aljaksandr Rabusjenka (BLR) | DNF                   |
| 26                    | Matteo Trentin (ITA)        | DNF                   |
| 27                    | Diego Ulissi (ITA)          | 17.                   |

| Astana-Premier Tech APT | Astana-Premier Tech APT           | Astana-Premier Tech APT |
| ----------------------- | --------------------------------- | ----------------------- |
| Nr.                     | Rytter                            | Placering               |
| 31                      | Luis León Sánchez (ESP)           | 46.                     |
| 32                      | Gorka Izagirre (ESP)              | 20.                     |
| 33                      | Jevgenij Fedorov (KAZ) (landevej) | 91.                     |
| 34                      | Jurij Natarov (KAZ)               | 92.                     |
| 35                      | Óscar Rodríguez (ESP)             | 55.                     |
| 36                      | Javier Romo (ESP)                 | 95.                     |
| 37                      | Nikita Stalnow (KAZ)              | DNF                     |

| Trek-Segafredo TFS | Trek-Segafredo TFS       | Trek-Segafredo TFS |
| ------------------ | ------------------------ | ------------------ |
| Nr.                | Rytter                   | Placering          |
| 41                 | Gianluca Brambilla (ITA) | 31.                |
| 42                 | Giulio Ciccone (ITA)     | 14.                |
| 43                 | Alexander Kamp (DEN)     | DNF                |
| 44                 | Juan Pedro López (ESP)   | 32.                |
| 45                 | Bauke Mollema (NED)      | 10.                |
| 46                 | Antonio Nibali (ITA)     | DNF                |
| 47                 | Charlie Quaterman (GBR)  | DNF                |

| Bora-Hansgrohe BOH | Bora-Hansgrohe BOH     | Bora-Hansgrohe BOH |
| ------------------ | ---------------------- | ------------------ |
| Nr.                | Rytter                 | Placering          |
| 51                 | Giovanni Aleotti (ITA) | DNF                |
| 52                 | Cesare Benedetti (ITA) | 75.                |
| 53                 | Matteo Fabbro (ITA)    | DNF                |
| 54                 | Patrick Gamper (AUT)   | DNF                |
| 55                 | Wilco Kelderman (NED)  | DNF                |
| 56                 | Patrick Konrad (AUT)   | DNF                |
| 57                 | Ide Schelling (NED)    | DNF                |

| Movistar Team MOV | Movistar Team MOV        | Movistar Team MOV |
| ----------------- | ------------------------ | ----------------- |
| Nr.               | Rytter                   | Placering         |
| 61                | Héctor Carretero (ESP)   | 35.               |
| 62                | Johan Jacobs (SUI)       | DNF               |
| 63                | Matteo Jorgenson (USA)   | 65.               |
| 64                | José Joaquín Rojas (ESP) | 61.               |
| 65                | Einer Rubio (COL)        | 78.               |
| 66                | Sergio Samitier (ESP)    | 64.               |
| 67                | Gonzalo Serrano (ESP)    | 11.               |

| Israel Start-Up Nation ISN | Israel Start-Up Nation ISN | Israel Start-Up Nation ISN |
| -------------------------- | -------------------------- | -------------------------- |
| Nr.                        | Rytter                     | Placering                  |
| 71                         | Sebastian Berwick (AUS)    | 82.                        |
| 72                         | Alexander Cataford (CAN)   | 76.                        |
| 73                         | Alessandro De Marchi (ITA) | DNF                        |
| 74                         | Omer Goldstein (ISR)       | DNF                        |
| 75                         | Ben Hermans (BEL)          | 29.                        |
| 76                         | Reto Hollenstein (SUI)     | 93.                        |
| 77                         | Guy Niv (ISR)              | DNF                        |

| Groupama-FDJ GFC | Groupama-FDJ GFC            | Groupama-FDJ GFC |
| ---------------- | --------------------------- | ---------------- |
| Nr.              | Rytter                      | Placering        |
| 81               | Alexys Brunel (FRA)         | DNF              |
| 82               | Clément Davy (FRA)          | DNF              |
| 83               | Matthieu Ladagnous (FRA)    | DNF              |
| 84               | Sébastien Reichenbach (SUI) | 98.              |
| 85               | Anthony Roux (FRA)          | 58.              |
| 86               | Romain Seigle (FRA)         | 38.              |
| 87               | Lars van den Berg (NED)     | 77.              |

| EF Education-Nippo EFN | EF Education-Nippo EFN | EF Education-Nippo EFN |
| ---------------------- | ---------------------- | ---------------------- |
| Nr.                    | Rytter                 | Placering              |
| 91                     | Will Barta (USA)       | 68.                    |
| 92                     | Jonathan Caicedo (ECU) | DNF                    |
| 93                     | Simon Carr (GBR)       | 15.                    |
| 94                     | Julien El Fares (FRA)  | DNF                    |
| 95                     | Ruben Guerreiro (POR)  | 19.                    |
| 96                     | Jens Keukeleire (BEL)  | 80.                    |
| 97                     | Neilson Powless (USA)  | 1.                     |

| Ineos Grenadiers IGD | Ineos Grenadiers IGD   | Ineos Grenadiers IGD |
| -------------------- | ---------------------- | -------------------- |
| Nr.                  | Rytter                 | Placering            |
| 101                  | Egan Bernal (COL)      | 16.                  |
| 102                  | Andrey Amador (CRC)    | DNF                  |
| 103                  | Carlos Rodríguez (ESP) | 54.                  |
| 104                  | Daniel Martínez (COL)  | DNF                  |
| 105                  | Gianni Moscon (ITA)    | 9.                   |
| 106                  | Adam Yates (GBR)       | 27.                  |
| 107                  | Salvatore Puccio (ITA) | DNF                  |

| TotalEnergies TDE | TotalEnergies TDE        | TotalEnergies TDE |
| ----------------- | ------------------------ | ----------------- |
| Nr.               | Rytter                   | Placering         |
| 111               | Jérémy Cabot (FRA)       | DNF               |
| 112               | Víctor de la Parte (ESP) | 70.               |
| 113               | Valentin Ferron (FRA)    | 94.               |
| 114               | Marlon Gaillard (FRA)    | DNF               |
| 115               | Fabien Grellier (FRA)    | DNF               |
| 116               | Florian Maitre (FRA)     | DNF               |
| 117               | Julien Simon (FRA)       | DNF               |

| Bahrain Victorious TBV | Bahrain Victorious TBV         | Bahrain Victorious TBV |
| ---------------------- | ------------------------------ | ---------------------- |
| Nr.                    | Rytter                         | Placering              |
| 121                    | Santiago Buitrago (COL)        | 71.                    |
| 122                    | Mikel Landa (ESP)              | 34.                    |
| 123                    | Kevin Inkelaar (NED)           | DNF                    |
| 124                    | Domen Novak (SLO)              | DNF                    |
| 125                    | Mark Padun (UKR)               | 13.                    |
| 126                    | Matej Mohorič (SLO) (landevej) | 2.                     |
| 127                    | Stephen Williams (GBR)         | 53.                    |

| Qhubeka NextHash TQA | Qhubeka NextHash TQA    | Qhubeka NextHash TQA |
| -------------------- | ----------------------- | -------------------- |
| Nr.                  | Rytter                  | Placering            |
| 131                  | Sander Armée (BEL)      | DNF                  |
| 132                  | Carlos Barbero (ESP)    | DNF                  |
| 133                  | Kilian Frankiny (SUI)   | 87.                  |
| 134                  | Bert-Jan Lindeman (NED) | DNF                  |
| 135                  | Robert Power (AUS)      | DNF                  |
| 136                  | Dylan Sunderland (AUS)  | DNF                  |
| 137                  | Emil Vinjebo (DEN)      | 69.                  |

| BikeExchange BEX | BikeExchange BEX      | BikeExchange BEX |
| ---------------- | --------------------- | ---------------- |
| Nr.              | Rytter                | Placering        |
| 141              | Andrej Zejts (KAZ)    | 25.              |
| 142              | Kevin Colleoni (ITA)  | 72.              |
| 143              | Tsgabu Grmay (ETH)    | DNF              |
| 144              | Mikel Nieve (ESP)     | 52.              |
| 145              | Nick Schultz (AUS)    | 47.              |
| 146              | Robert Stannard (AUS) | 74.              |
| 147              | Simon Yates (GBR)     | 22.              |

| Jumbo-Visma TJV | Jumbo-Visma TJV            | Jumbo-Visma TJV |
| --------------- | -------------------------- | --------------- |
| Nr.             | Rytter                     | Placering       |
| 151             | Koen Bouwman (NED)         | 56.             |
| 152             | Chris Harper (AUS)         | 100.            |
| 153             | Lennard Hofstede (NED)     | 81.             |
| 154             | Nathan Van Hooydonck (BEL) | 97.             |
| 155             | Sam Oomen (NED)            | 24.             |
| 156             | Antwan Tolhoek (NED)       | 50.             |
| 157             | Jonas Vingegaard (DEN)     | 8.              |

| Cofidis COF | Cofidis COF               | Cofidis COF |
| ----------- | ------------------------- | ----------- |
| Nr.         | Rytter                    | Placering   |
| 161         | Rubén Fernández (ESP)     | 21.         |
| 162         | Fernando Barceló (ESP)    | 66.         |
| 163         | André Carvalho (POR)      | DNF         |
| 164         | Nathan Haas (AUS)         | DNF         |
| 165         | José Herrada (ESP)        | 57.         |
| 166         | Natnael Berhane (ERI)     | DNF         |
| 167         | Pierre-Luc Périchon (FRA) | 48.         |

| Caja Rural-Seguros RGA CJR | Caja Rural-Seguros RGA CJR | Caja Rural-Seguros RGA CJR |
| -------------------------- | -------------------------- | -------------------------- |
| Nr.                        | Rytter                     | Placering                  |
| 171                        | Jonathan Lastra (ESP)      | 99.                        |
| 172                        | Julen Amezqueta (ESP)      | 40.                        |
| 173                        | Aritz Bagües (ESP)         | DNF                        |
| 174                        | Jon Irisarri (ESP)         | DNF                        |
| 175                        | Jokin Murguialday (ESP)    | 96.                        |
| 176                        | Oier Lazkano (ESP)         | 83.                        |
| 177                        | Jon Barrenetxea (ESP)      | DNF                        |

| Euskaltel-Euskadi EUS | Euskaltel-Euskadi EUS | Euskaltel-Euskadi EUS |
| --------------------- | --------------------- | --------------------- |
| Nr.                   | Rytter                | Placering             |
| 181                   | Mikel Bizkarra (ESP)  | DNF                   |
| 182                   | Mikel Iturria (ESP)   | DNF                   |
| 183                   | Gotzon Martín (ESP)   | 79.                   |
| 184                   | Joan Bou (ESP)        | DNF                   |
| 185                   | Ibai Azurmendi (ESP)  | 67.                   |
| 186                   | Luis Ángel Maté (ESP) | 84.                   |
| 187                   | Xabier Azparren (ESP) | DNF                   |

| Intermarché-Wanty-Gobert Matériaux IWG | Intermarché-Wanty-Gobert Matériaux IWG | Intermarché-Wanty-Gobert Matériaux IWG |
| -------------------------------------- | -------------------------------------- | -------------------------------------- |
| Nr.                                    | Rytter                                 | Placering                              |
| 191                                    | Jan Bakelants (BEL)                    | 37.                                    |
| 192                                    | Odd Christian Eiking (NOR)             | 7.                                     |
| 193                                    | Quinten Hermans (BEL)                  | 73.                                    |
| 194                                    | Simone Petilli (ITA)                   | 43.                                    |
| 195                                    | Lorenzo Rota (ITA)                     | 4.                                     |
| 196                                    | Kevin Van Melsen (BEL)                 | DNF                                    |
| 197                                    | Jonas Koch (GER)                       | DNF                                    |

| Team DSM DSM | Team DSM DSM          | Team DSM DSM |
| ------------ | --------------------- | ------------ |
| Nr.          | Rytter                | Placering    |
| 201          | Romain Combaud (FRA)  | DNF          |
| 202          | Chad Haga (USA)       | DNF          |
| 203          | Chris Hamilton (AUS)  | 23.          |
| 204          | Jai Hindley (AUS)     | 26.          |
| 205          | Nicolas Roche (IRL)   | DNF          |
| 206          | Kevin Vermaerke (USA) | 90.          |
| 207          | Ilan Van Wilder (BEL) | DNF          |

| Burgos-BH BBH | Burgos-BH BBH            | Burgos-BH BBH |
| ------------- | ------------------------ | ------------- |
| Nr.           | Rytter                   | Placering     |
| 211           | Victor Langellotti (MON) | 85.           |
| 212           | Daniel Navarro (ESP)     | DNF           |
| 213           | Willie Smit (RSA)        | DNF           |
| 214           | Alex Molenaar (NED)      | DNF           |
| 215           | Óscar Cabedo (ESP)       | DNF           |
| 216           | Ángel Madrazo (ESP)      | 59.           |
| 217           | Pelayo Sánchez (ESP)     | DNF           |

| Lotto-Soudal LTS | Lotto-Soudal LTS         | Lotto-Soudal LTS |
| ---------------- | ------------------------ | ---------------- |
| Nr.              | Rytter                   | Placering        |
| 221              | Filippo Conca (ITA)      | DNF              |
| 222              | Kobe Goossens (BEL)      | 42.              |
| 223              | Stefano Oldani (ITA)     | 36.              |
| 224              | Harry Sweeny (AUS)       | 39.              |
| 225              | Maxim Van Gils (BEL)     | 12.              |
| 226              | Matthew Holmes (GBR)     | DNF              |
| 227              | Xandres Vervloesem (BEL) | DNF              |

| Arkéa-Samsic ARK | Arkéa-Samsic ARK          | Arkéa-Samsic ARK |
| ---------------- | ------------------------- | ---------------- |
| Nr.              | Rytter                    | Placering        |
| 231              | Winner Anacona (COL)      | 88.              |
| 232              | Warren Barguil (FRA)      | 44.              |
| 233              | Miguel Flórez López (COL) | DNF              |
| 234              | Matis Louvel (FRA)        | DNF              |
| 235              | Alan Riou (FRA)           | DNF              |
| 236              | Diego Rosa (ITA)          | 86.              |
| 237              | Romain Hardy (FRA)        | 89.              |

| Equipo Kern Pharma EKP | Equipo Kern Pharma EKP   | Equipo Kern Pharma EKP |
| ---------------------- | ------------------------ | ---------------------- |
| Nr.                    | Rytter                   | Placering              |
| 241                    | Raúl García Pierna (ESP) | DNF                    |
| 242                    | Jon Agirre (ESP)         | 62.                    |
| 243                    | Savva Novikov (RUS)      | DNF                    |
| 244                    | Urko Berrade (ESP)       | 45.                    |
| 245                    | Roger Adrià (ESP)        | 41.                    |
| 246                    | Jordi López (ESP)        | DNF                    |
| 247                    | José Félix Parra (ESP)   | 63.                    |

| Deceuninck-Quick Step DQT | Deceuninck-Quick Step DQT           | Deceuninck-Quick Step DQT |
| ------------------------- | ----------------------------------- | ------------------------- |
| Nr.                       | Rytter                              | Placering                 |
| 1                         | Julian Alaphilippe (FRA) (landevej) | 6.                        |
| 2                         | Mattia Cattaneo (ITA)               | DNF                       |
| 3                         | Josef Černý (CZE)                   | DNF                       |
| 4                         | Dries Devenyns (BEL)                | 33.                       |
| 5                         | Mikkel Honoré (DEN)                 | 3.                        |
| 6                         | James Knox (GBR)                    | 30.                       |
| 7                         | Zdeněk Štybar (CZE)                 | DNF                       |

| AG2R Citroën Team ACT | AG2R Citroën Team ACT   | AG2R Citroën Team ACT |
| --------------------- | ----------------------- | --------------------- |
| Nr.                   | Rytter                  | Placering             |
| 11                    | François Bidard (FRA)   | DNF                   |
| 12                    | Geoffrey Bouchard (FRA) | 28.                   |
| 13                    | Lilian Calmejane (FRA)  | DNF                   |
| 14                    | Mikaël Cherel (FRA)     | DNF                   |
| 15                    | Jaakko Hänninen (FIN)   | 49.                   |
| 16                    | Damien Touzé (FRA)      | DNF                   |
| 17                    | Larry Warbasse (USA)    | 60.                   |

| UAE Team Emirates UAD | UAE Team Emirates UAD       | UAE Team Emirates UAD |
| --------------------- | --------------------------- | --------------------- |
| Nr.                   | Rytter                      | Placering             |
| 21                    | Juan Ayuso (ESP)            | 18.                   |
| 22                    | Valerio Conti (ITA)         | DNF                   |
| 23                    | Alessandro Covi (ITA)       | 5.                    |
| 24                    | David de la Cruz (ESP)      | 51.                   |
| 25                    | Aljaksandr Rabusjenka (BLR) | DNF                   |
| 26                    | Matteo Trentin (ITA)        | DNF                   |
| 27                    | Diego Ulissi (ITA)          | 17.                   |

| Astana-Premier Tech APT | Astana-Premier Tech APT           | Astana-Premier Tech APT |
| ----------------------- | --------------------------------- | ----------------------- |
| Nr.                     | Rytter                            | Placering               |
| 31                      | Luis León Sánchez (ESP)           | 46.                     |
| 32                      | Gorka Izagirre (ESP)              | 20.                     |
| 33                      | Jevgenij Fedorov (KAZ) (landevej) | 91.                     |
| 34                      | Jurij Natarov (KAZ)               | 92.                     |
| 35                      | Óscar Rodríguez (ESP)             | 55.                     |
| 36                      | Javier Romo (ESP)                 | 95.                     |
| 37                      | Nikita Stalnow (KAZ)              | DNF                     |

| Trek-Segafredo TFS | Trek-Segafredo TFS       | Trek-Segafredo TFS |
| ------------------ | ------------------------ | ------------------ |
| Nr.                | Rytter                   | Placering          |
| 41                 | Gianluca Brambilla (ITA) | 31.                |
| 42                 | Giulio Ciccone (ITA)     | 14.                |
| 43                 | Alexander Kamp (DEN)     | DNF                |
| 44                 | Juan Pedro López (ESP)   | 32.                |
| 45                 | Bauke Mollema (NED)      | 10.                |
| 46                 | Antonio Nibali (ITA)     | DNF                |
| 47                 | Charlie Quaterman (GBR)  | DNF                |

| Bora-Hansgrohe BOH | Bora-Hansgrohe BOH     | Bora-Hansgrohe BOH |
| ------------------ | ---------------------- | ------------------ |
| Nr.                | Rytter                 | Placering          |
| 51                 | Giovanni Aleotti (ITA) | DNF                |
| 52                 | Cesare Benedetti (ITA) | 75.                |
| 53                 | Matteo Fabbro (ITA)    | DNF                |
| 54                 | Patrick Gamper (AUT)   | DNF                |
| 55                 | Wilco Kelderman (NED)  | DNF                |
| 56                 | Patrick Konrad (AUT)   | DNF                |
| 57                 | Ide Schelling (NED)    | DNF                |

| Movistar Team MOV | Movistar Team MOV        | Movistar Team MOV |
| ----------------- | ------------------------ | ----------------- |
| Nr.               | Rytter                   | Placering         |
| 61                | Héctor Carretero (ESP)   | 35.               |
| 62                | Johan Jacobs (SUI)       | DNF               |
| 63                | Matteo Jorgenson (USA)   | 65.               |
| 64                | José Joaquín Rojas (ESP) | 61.               |
| 65                | Einer Rubio (COL)        | 78.               |
| 66                | Sergio Samitier (ESP)    | 64.               |
| 67                | Gonzalo Serrano (ESP)    | 11.               |

| Israel Start-Up Nation ISN | Israel Start-Up Nation ISN | Israel Start-Up Nation ISN |
| -------------------------- | -------------------------- | -------------------------- |
| Nr.                        | Rytter                     | Placering                  |
| 71                         | Sebastian Berwick (AUS)    | 82.                        |
| 72                         | Alexander Cataford (CAN)   | 76.                        |
| 73                         | Alessandro De Marchi (ITA) | DNF                        |
| 74                         | Omer Goldstein (ISR)       | DNF                        |
| 75                         | Ben Hermans (BEL)          | 29.                        |
| 76                         | Reto Hollenstein (SUI)     | 93.                        |
| 77                         | Guy Niv (ISR)              | DNF                        |

| Groupama-FDJ GFC | Groupama-FDJ GFC            | Groupama-FDJ GFC |
| ---------------- | --------------------------- | ---------------- |
| Nr.              | Rytter                      | Placering        |
| 81               | Alexys Brunel (FRA)         | DNF              |
| 82               | Clément Davy (FRA)          | DNF              |
| 83               | Matthieu Ladagnous (FRA)    | DNF              |
| 84               | Sébastien Reichenbach (SUI) | 98.              |
| 85               | Anthony Roux (FRA)          | 58.              |
| 86               | Romain Seigle (FRA)         | 38.              |
| 87               | Lars van den Berg (NED)     | 77.              |

| EF Education-Nippo EFN | EF Education-Nippo EFN | EF Education-Nippo EFN |
| ---------------------- | ---------------------- | ---------------------- |
| Nr.                    | Rytter                 | Placering              |
| 91                     | Will Barta (USA)       | 68.                    |
| 92                     | Jonathan Caicedo (ECU) | DNF                    |
| 93                     | Simon Carr (GBR)       | 15.                    |
| 94                     | Julien El Fares (FRA)  | DNF                    |
| 95                     | Ruben Guerreiro (POR)  | 19.                    |
| 96                     | Jens Keukeleire (BEL)  | 80.                    |
| 97                     | Neilson Powless (USA)  | 1.                     |

| Ineos Grenadiers IGD | Ineos Grenadiers IGD   | Ineos Grenadiers IGD |
| -------------------- | ---------------------- | -------------------- |
| Nr.                  | Rytter                 | Placering            |
| 101                  | Egan Bernal (COL)      | 16.                  |
| 102                  | Andrey Amador (CRC)    | DNF                  |
| 103                  | Carlos Rodríguez (ESP) | 54.                  |
| 104                  | Daniel Martínez (COL)  | DNF                  |
| 105                  | Gianni Moscon (ITA)    | 9.                   |
| 106                  | Adam Yates (GBR)       | 27.                  |
| 107                  | Salvatore Puccio (ITA) | DNF                  |

| TotalEnergies TDE | TotalEnergies TDE        | TotalEnergies TDE |
| ----------------- | ------------------------ | ----------------- |
| Nr.               | Rytter                   | Placering         |
| 111               | Jérémy Cabot (FRA)       | DNF               |
| 112               | Víctor de la Parte (ESP) | 70.               |
| 113               | Valentin Ferron (FRA)    | 94.               |
| 114               | Marlon Gaillard (FRA)    | DNF               |
| 115               | Fabien Grellier (FRA)    | DNF               |
| 116               | Florian Maitre (FRA)     | DNF               |
| 117               | Julien Simon (FRA)       | DNF               |

| Bahrain Victorious TBV | Bahrain Victorious TBV         | Bahrain Victorious TBV |
| ---------------------- | ------------------------------ | ---------------------- |
| Nr.                    | Rytter                         | Placering              |
| 121                    | Santiago Buitrago (COL)        | 71.                    |
| 122                    | Mikel Landa (ESP)              | 34.                    |
| 123                    | Kevin Inkelaar (NED)           | DNF                    |
| 124                    | Domen Novak (SLO)              | DNF                    |
| 125                    | Mark Padun (UKR)               | 13.                    |
| 126                    | Matej Mohorič (SLO) (landevej) | 2.                     |
| 127                    | Stephen Williams (GBR)         | 53.                    |

| Qhubeka NextHash TQA | Qhubeka NextHash TQA    | Qhubeka NextHash TQA |
| -------------------- | ----------------------- | -------------------- |
| Nr.                  | Rytter                  | Placering            |
| 131                  | Sander Armée (BEL)      | DNF                  |
| 132                  | Carlos Barbero (ESP)    | DNF                  |
| 133                  | Kilian Frankiny (SUI)   | 87.                  |
| 134                  | Bert-Jan Lindeman (NED) | DNF                  |
| 135                  | Robert Power (AUS)      | DNF                  |
| 136                  | Dylan Sunderland (AUS)  | DNF                  |
| 137                  | Emil Vinjebo (DEN)      | 69.                  |

| BikeExchange BEX | BikeExchange BEX      | BikeExchange BEX |
| ---------------- | --------------------- | ---------------- |
| Nr.              | Rytter                | Placering        |
| 141              | Andrej Zejts (KAZ)    | 25.              |
| 142              | Kevin Colleoni (ITA)  | 72.              |
| 143              | Tsgabu Grmay (ETH)    | DNF              |
| 144              | Mikel Nieve (ESP)     | 52.              |
| 145              | Nick Schultz (AUS)    | 47.              |
| 146              | Robert Stannard (AUS) | 74.              |
| 147              | Simon Yates (GBR)     | 22.              |

| Jumbo-Visma TJV | Jumbo-Visma TJV            | Jumbo-Visma TJV |
| --------------- | -------------------------- | --------------- |
| Nr.             | Rytter                     | Placering       |
| 151             | Koen Bouwman (NED)         | 56.             |
| 152             | Chris Harper (AUS)         | 100.            |
| 153             | Lennard Hofstede (NED)     | 81.             |
| 154             | Nathan Van Hooydonck (BEL) | 97.             |
| 155             | Sam Oomen (NED)            | 24.             |
| 156             | Antwan Tolhoek (NED)       | 50.             |
| 157             | Jonas Vingegaard (DEN)     | 8.              |

| Cofidis COF | Cofidis COF               | Cofidis COF |
| ----------- | ------------------------- | ----------- |
| Nr.         | Rytter                    | Placering   |
| 161         | Rubén Fernández (ESP)     | 21.         |
| 162         | Fernando Barceló (ESP)    | 66.         |
| 163         | André Carvalho (POR)      | DNF         |
| 164         | Nathan Haas (AUS)         | DNF         |
| 165         | José Herrada (ESP)        | 57.         |
| 166         | Natnael Berhane (ERI)     | DNF         |
| 167         | Pierre-Luc Périchon (FRA) | 48.         |

| Caja Rural-Seguros RGA CJR | Caja Rural-Seguros RGA CJR | Caja Rural-Seguros RGA CJR |
| -------------------------- | -------------------------- | -------------------------- |
| Nr.                        | Rytter                     | Placering                  |
| 171                        | Jonathan Lastra (ESP)      | 99.                        |
| 172                        | Julen Amezqueta (ESP)      | 40.                        |
| 173                        | Aritz Bagües (ESP)         | DNF                        |
| 174                        | Jon Irisarri (ESP)         | DNF                        |
| 175                        | Jokin Murguialday (ESP)    | 96.                        |
| 176                        | Oier Lazkano (ESP)         | 83.                        |
| 177                        | Jon Barrenetxea (ESP)      | DNF                        |

| Euskaltel-Euskadi EUS | Euskaltel-Euskadi EUS | Euskaltel-Euskadi EUS |
| --------------------- | --------------------- | --------------------- |
| Nr.                   | Rytter                | Placering             |
| 181                   | Mikel Bizkarra (ESP)  | DNF                   |
| 182                   | Mikel Iturria (ESP)   | DNF                   |
| 183                   | Gotzon Martín (ESP)   | 79.                   |
| 184                   | Joan Bou (ESP)        | DNF                   |
| 185                   | Ibai Azurmendi (ESP)  | 67.                   |
| 186                   | Luis Ángel Maté (ESP) | 84.                   |
| 187                   | Xabier Azparren (ESP) | DNF                   |

| Intermarché-Wanty-Gobert Matériaux IWG | Intermarché-Wanty-Gobert Matériaux IWG | Intermarché-Wanty-Gobert Matériaux IWG |
| -------------------------------------- | -------------------------------------- | -------------------------------------- |
| Nr.                                    | Rytter                                 | Placering                              |
| 191                                    | Jan Bakelants (BEL)                    | 37.                                    |
| 192                                    | Odd Christian Eiking (NOR)             | 7.                                     |
| 193                                    | Quinten Hermans (BEL)                  | 73.                                    |
| 194                                    | Simone Petilli (ITA)                   | 43.                                    |
| 195                                    | Lorenzo Rota (ITA)                     | 4.                                     |
| 196                                    | Kevin Van Melsen (BEL)                 | DNF                                    |
| 197                                    | Jonas Koch (GER)                       | DNF                                    |

| Team DSM DSM | Team DSM DSM          | Team DSM DSM |
| ------------ | --------------------- | ------------ |
| Nr.          | Rytter                | Placering    |
| 201          | Romain Combaud (FRA)  | DNF          |
| 202          | Chad Haga (USA)       | DNF          |
| 203          | Chris Hamilton (AUS)  | 23.          |
| 204          | Jai Hindley (AUS)     | 26.          |
| 205          | Nicolas Roche (IRL)   | DNF          |
| 206          | Kevin Vermaerke (USA) | 90.          |
| 207          | Ilan Van Wilder (BEL) | DNF          |

| Burgos-BH BBH | Burgos-BH BBH            | Burgos-BH BBH |
| ------------- | ------------------------ | ------------- |
| Nr.           | Rytter                   | Placering     |
| 211           | Victor Langellotti (MON) | 85.           |
| 212           | Daniel Navarro (ESP)     | DNF           |
| 213           | Willie Smit (RSA)        | DNF           |
| 214           | Alex Molenaar (NED)      | DNF           |
| 215           | Óscar Cabedo (ESP)       | DNF           |
| 216           | Ángel Madrazo (ESP)      | 59.           |
| 217           | Pelayo Sánchez (ESP)     | DNF           |

| Lotto-Soudal LTS | Lotto-Soudal LTS         | Lotto-Soudal LTS |
| ---------------- | ------------------------ | ---------------- |
| Nr.              | Rytter                   | Placering        |
| 221              | Filippo Conca (ITA)      | DNF              |
| 222              | Kobe Goossens (BEL)      | 42.              |
| 223              | Stefano Oldani (ITA)     | 36.              |
| 224              | Harry Sweeny (AUS)       | 39.              |
| 225              | Maxim Van Gils (BEL)     | 12.              |
| 226              | Matthew Holmes (GBR)     | DNF              |
| 227              | Xandres Vervloesem (BEL) | DNF              |

| Arkéa-Samsic ARK | Arkéa-Samsic ARK          | Arkéa-Samsic ARK |
| ---------------- | ------------------------- | ---------------- |
| Nr.              | Rytter                    | Placering        |
| 231              | Winner Anacona (COL)      | 88.              |
| 232              | Warren Barguil (FRA)      | 44.              |
| 233              | Miguel Flórez López (COL) | DNF              |
| 234              | Matis Louvel (FRA)        | DNF              |
| 235              | Alan Riou (FRA)           | DNF              |
| 236              | Diego Rosa (ITA)          | 86.              |
| 237              | Romain Hardy (FRA)        | 89.              |

| Equipo Kern Pharma EKP | Equipo Kern Pharma EKP   | Equipo Kern Pharma EKP |
| ---------------------- | ------------------------ | ---------------------- |
| Nr.                    | Rytter                   | Placering              |
| 241                    | Raúl García Pierna (ESP) | DNF                    |
| 242                    | Jon Agirre (ESP)         | 62.                    |
| 243                    | Savva Novikov (RUS)      | DNF                    |
| 244                    | Urko Berrade (ESP)       | 45.                    |
| 245                    | Roger Adrià (ESP)        | 41.                    |
| 246                    | Jordi López (ESP)        | DNF                    |
| 247                    | José Félix Parra (ESP)   | 63.                    |